# Team baden
Das team baden ist eine politische Partei in der Schweizer Stadt Baden.
Die Partei wurde 1967 als team 67 gegründet und beteiligte sich in Listenverbindung mit der FDP an den Nationalratswahlen. Die 4 % der Stimmen reichten nicht zu einem eidgenössischen Mandat, doch bei den folgenden Grossrats- und Einwohnerratswahlen wurde von Zofingen bis Spreitenbach eine meist zweiköpfige team-Vertretung gewählt. In den nächsten Jahren bewegte sich das team nach links: Bei den Schweizer Parlamentswahlen 1971 verband es sich mit dem Landesring, bei jenen von 1975 mit der SP. Die Lokalgruppen erwiesen sich jedoch auf die Dauer als zu klein, Abgänge konnten nicht ersetzt werden und alle Untergruppen lösten sich auf. Die spätere SP-Nationalrätin Ursula Mauch war ein Gründungsmitglied des teams 67.
Nur in Baden etablierte sich das team baden als 10-%-Partei und stellt zurzeit (Dezember 2020) 2 der 7 Stadträte und 8 der 50 Einwohnerräte.
Heute wird das team baden, das in der Badener Stadtregierung durch die Stadträte Benjamin Steiner und Ruth Müri vertreten wird, dem links-liberalen Spektrum zugerechnet.